# Agneza od Babenberga
Austrijska plemkinja, gospa Agneza od Babenberga (njemački: Agnes von Babenberg; poljski: Agnieszka Babenberg; o. 1108./13. – 24./25. siječnja 1163.) bila je vojvotkinja Šleske i velika vojvotkinja Poljske.
Njezin otac je bio Leopold III., markgrof Austrije (1073. – 1136.), svetac u katoličanstvu.
Majka joj je bila imenjakinja, Agneza Njemačka, druga žena Leopolda te kći cara Henrika IV.
Agneza je bila veoma ambiciozna žena, ponosna na svoje podrijetlo. Biskup Krakówa Wincenty Kadłubek ju je nazvao tigricom (poljski: tygrysica).
Oko 1125. Agneza se udala za Vladislava II. Poljskog, koji je znan i kao Vladislav Izgnani.
Agneza i Vladislav bili su veoma nepopularni među podanicima jer su smatrani tiranima. Vladislav je bio primoran otići u izgnanstvo, a Agneza se za pomoć obratila papi Eugenu III.
Vladislav je na kraju umro 30. svibnja 1159. Agneza je muža nadživjela. Pokopana je u cistercitskoj opatiji zvanoj Pforta.

## Djeca
- Boleslav I. Visoki[3]
- Mješko I. Poljski
- Riksa Poljska, kraljica Kastilje
- Konrad Laskonogi[4]
- Albert